# Norvegia ai XII Giochi olimpici invernali
La Norvegia partecipò ai XII Giochi olimpici invernali, svoltisi a Innsbruck, Austria, dal 4 al 15 febbraio 1976, con una delegazione di 42 atleti impegnati in sette discipline.